# Figaro boardmani
Figaro boardmani is een vissensoort uit de familie van de Pentanchidae. De wetenschappelijke naam van de soort is voor het eerst geldig gepubliceerd in 1928 door Whitley.